# بوبي روجرز
بوبي روجرز (بالإنجليزية: Bobby Rogers)‏ هو مغن مؤلف ومغني أمريكي، ولد في 19 فبراير 1940 في ديترويت في الولايات المتحدة، وتوفي في 3 مارس 2013 في ساوثفيلد في الولايات المتحدة بسبب السكري.

## وصلات خارجية
- بوبي روجرز على موقع IMDb (الإنجليزية)
- بوبي روجرز على موقع ميوزك برينز (الإنجليزية)
- بوبي روجرز على موقع أول ميوزيك (الإنجليزية)
- بوبي روجرز على موقع ديسكوغز (الإنجليزية)